# Ігорварське сільське поселення
Ігорва́рське сільське поселення (рос. Игорварское сельское поселение) — муніципальне утворення у складі Цівільського району Чувашії, Росія. Адміністративний центр — село Ігорвари.
Станом на 2002 рік сільське поселення називалось Вурманкасинська сільська рада, центром якої був присілок Мунсют.

## Населення
Населення — 959 осіб (2019, 1220 у 2010, 1351 у 2002).

## Склад
До складу поселення входять такі населені пункти:
| Населений пункт            | Населення, осіб (2002) | Населення, осіб (2010) |
| -------------------------- | ---------------------- | ---------------------- |
| Ігорвари, село             | 417                    | 385                    |
| Кісербосі, присілок        | 73                     | 71                     |
| Кукари, присілок           | 54                     | 41                     |
| Малиновка, присілок        | 49                     | 40                     |
| Мунсют, присілок           | 418                    | 367                    |
| Перші Вурманкаси, присілок | 175                    | 154                    |
| Словаші, присілок          | 109                    | 110                    |
| Сятри, присілок            | 60                     | 52                     |